# Biserica fortificată din Lechința

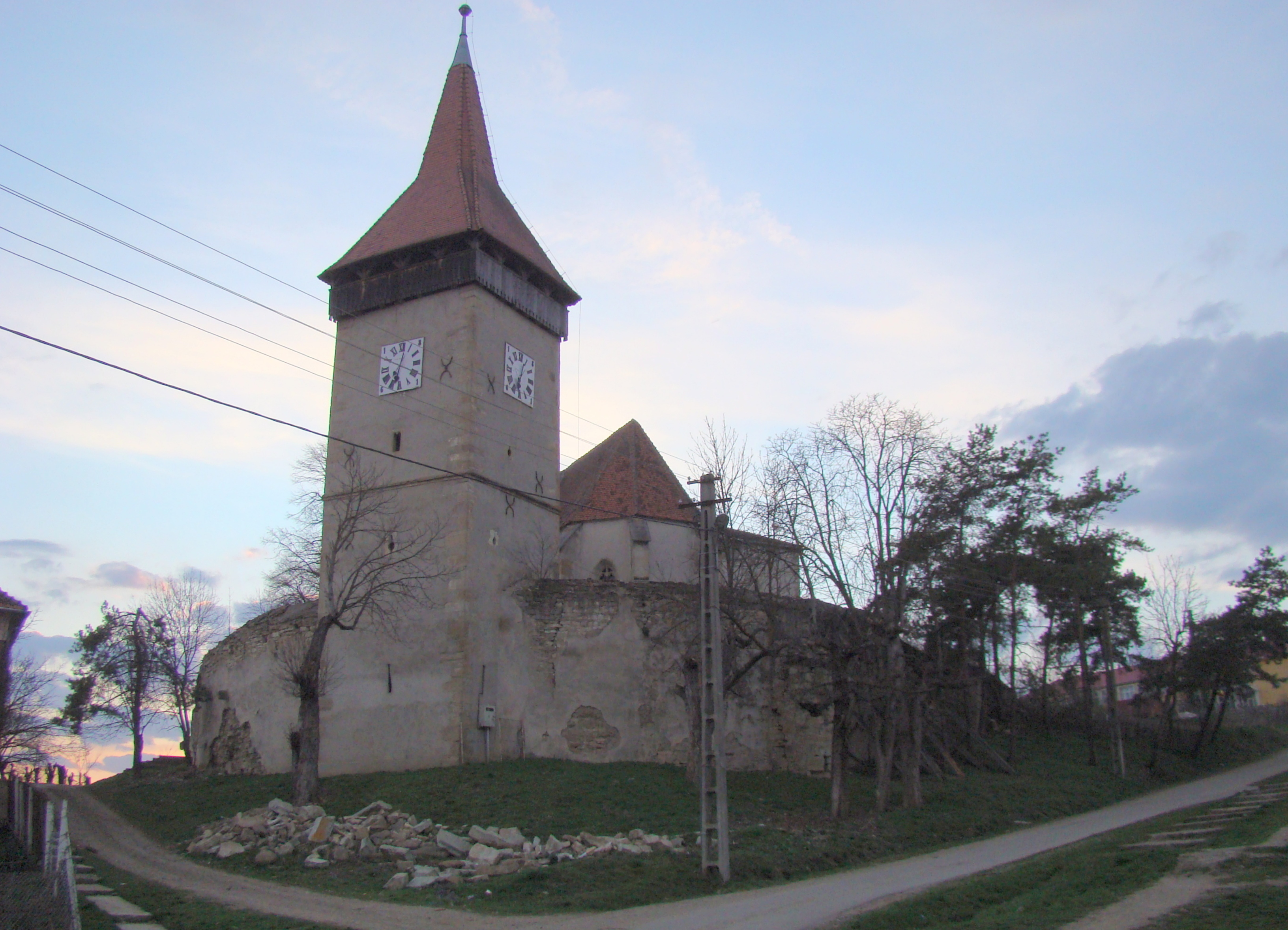
Ansamblul bisericii reformate din Lechința (fostă evanghelică), foto: martie 2014.

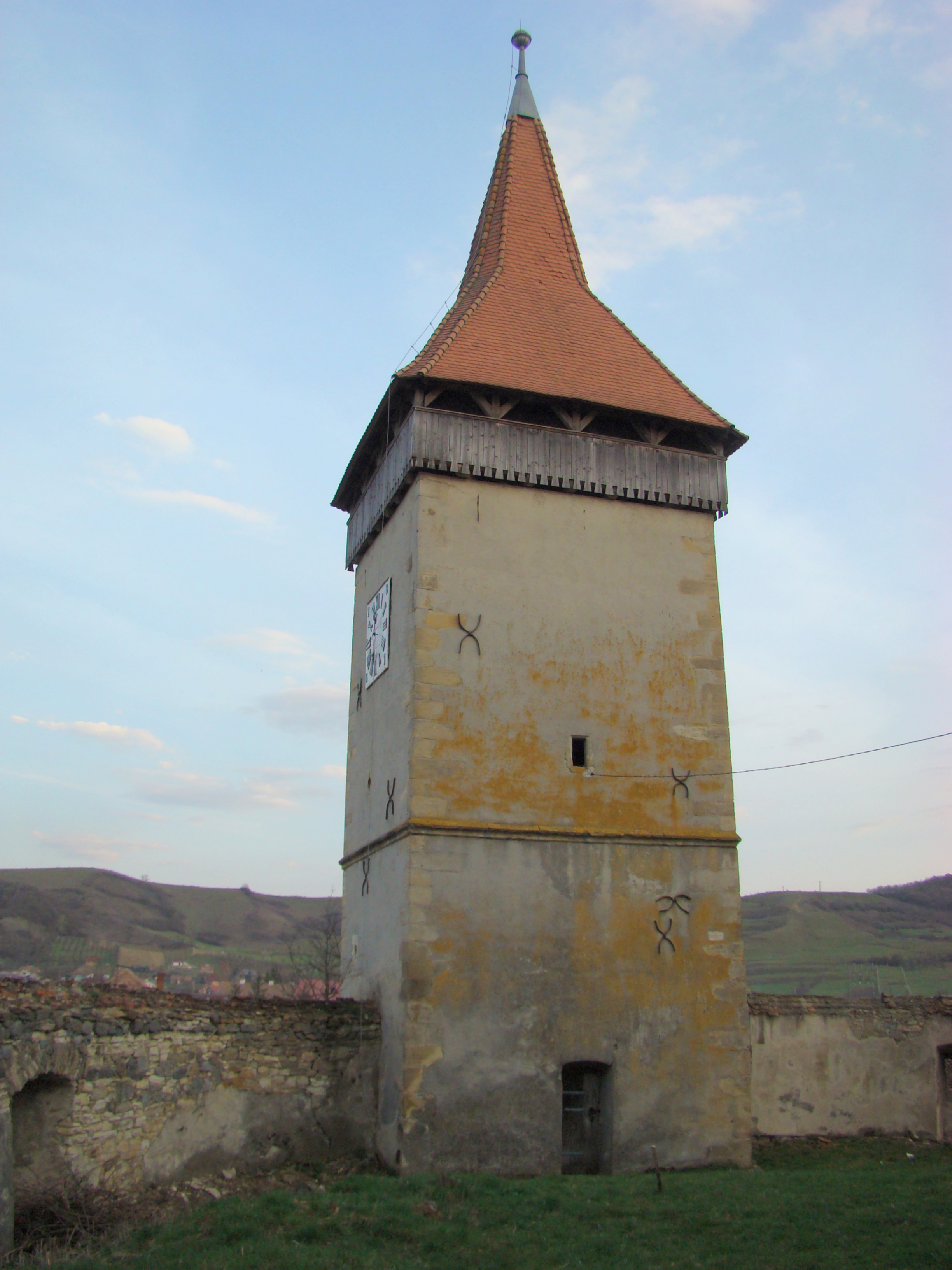
Turnul monumental, cu plan pătrat, aflat în partea sudică a cetății

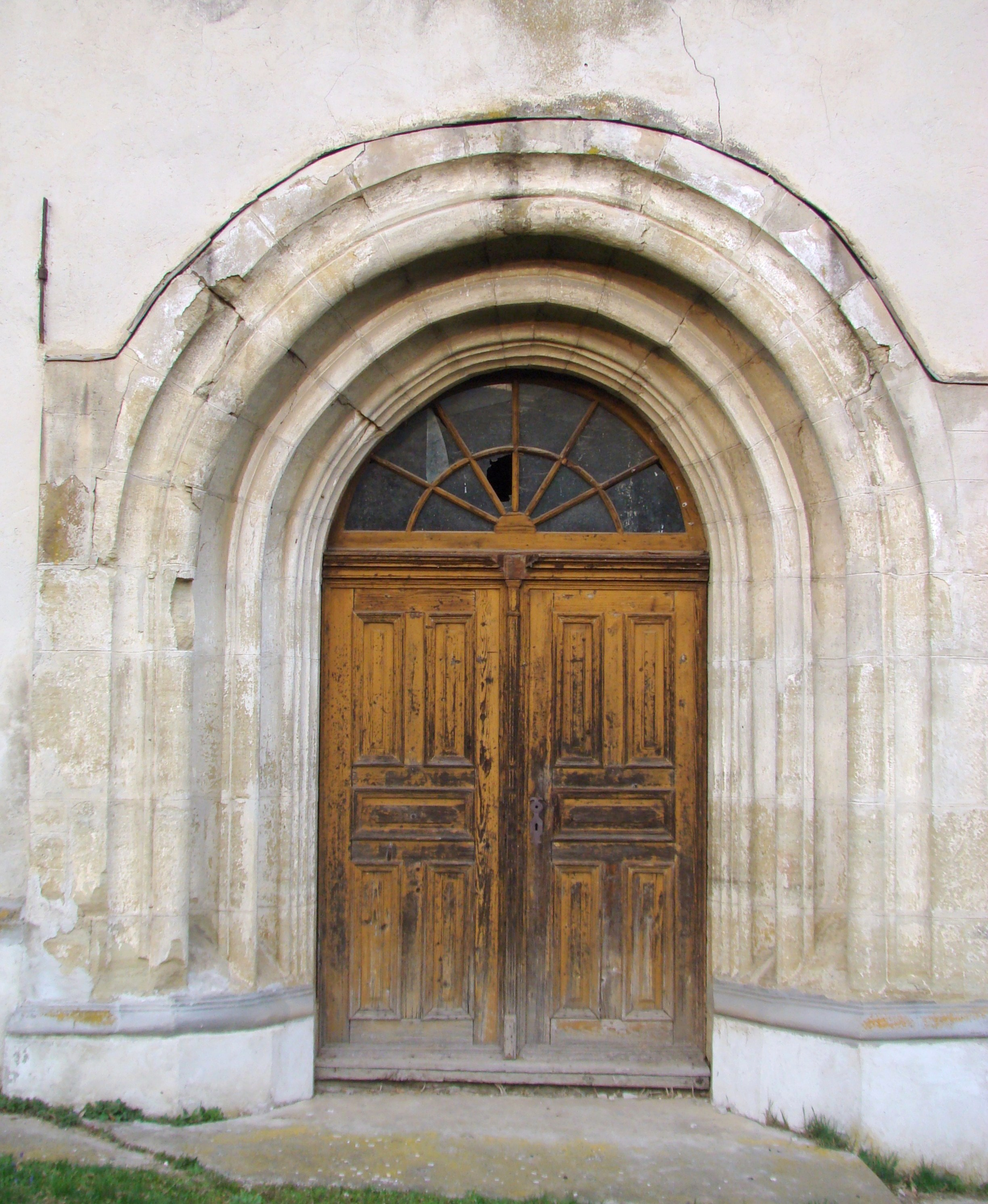
Intrarea principală originală a bisericii, care datează de la începutul secolului al XV-lea, cu ancadramentul semicircular de piatră

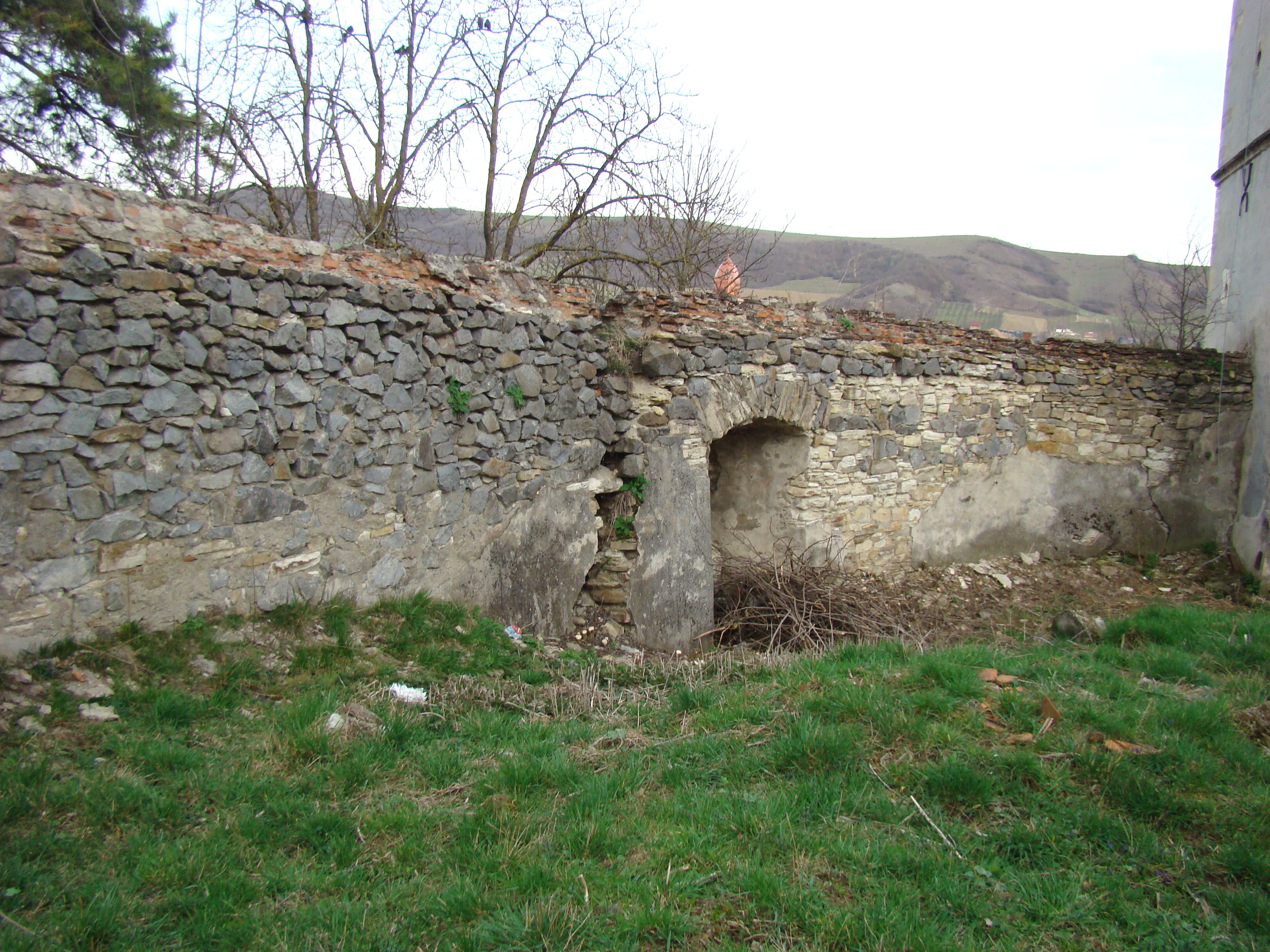
Zidul de incintă

Biserica fortificată din Lechința este un ansamblu de monumente istorice aflat pe teritoriul satului Lechința; comuna Lechința. În Repertoriul Arheologic Național, monumentul apare cu codul 33444.05.
Ansamblul este format din următoarele monumente:
- Biserica evanghelică C.A., azi biserica reformată (cod LMI BN-II-m-A-01664.01)
- Turn clopotniță (cod LMI BN-II-m-A-01664.02)
- Zid de incintă (cod LMI BN-II-m-A-01664.03)

## Localitatea
Lechința (în maghiară Szászlekence, Lekence, în dialectul săsesc Lachenz, în germană Lechnitz, în trad. "Pârâul uscat") este satul de reședință al comunei cu același nume din județul Bistrița-Năsăud, Transilvania, România. Localitatea apare în datele istorice prima dată în anul 1285, cu numele Lekicencha, ca și o moșie vândută lui Hermann, fiul lui Hermann de Fata, magistrul spitalului de la Bistrița, de către Dominicus fiul lui Nicolaus și Nicolaus fiul lui Zegheu. 

## Biserica
Biserica fortificată din Lechința e amplasată pe dealul de lângă centrul localității. Este înconjurată de un zid de incintă construit din piatră, cu un plan neregulat, ovoidal, cu guri de tragere pentru puști. În mijlocul incintei se ridică una dintre cele mai mari și mai importante biserici gotice din regiune. Volumetria bisericii este una mai deosebită: o navă de tip sală, relativ scurtă, dar lată, la care se racordează dinspre est corul poligonal mai îngust. Pe fațada vestică a bisericii se poate observa faptul că nava laterală este o extindere ulterioară.
Interiorul conține mai multe piese valoroase: altarul înalt din epoca modernă, cu retablul flancat de coloane, tabloul central, din a doua jumătate a secolului al XIX-lea, fiind opera lui A. Dörschlag. Pe predela altarului se vede Cina cea de taină, iar pictura superioară înfățișează Învierea. Cele două strane ale corului datează din 1884, iar lângă altar se află o cristelniță de marmură realizată în 1889.

## Galerie de imagini

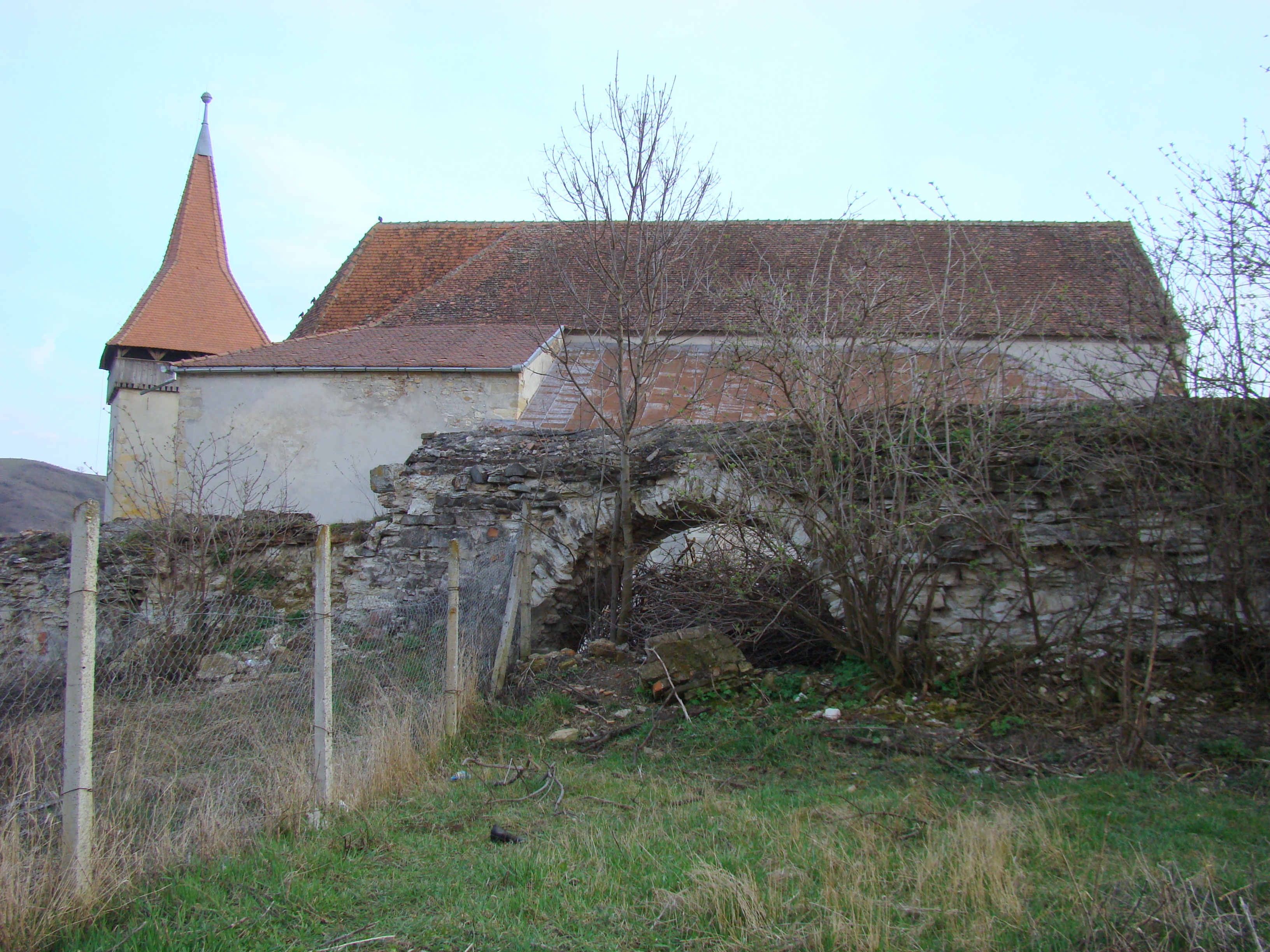
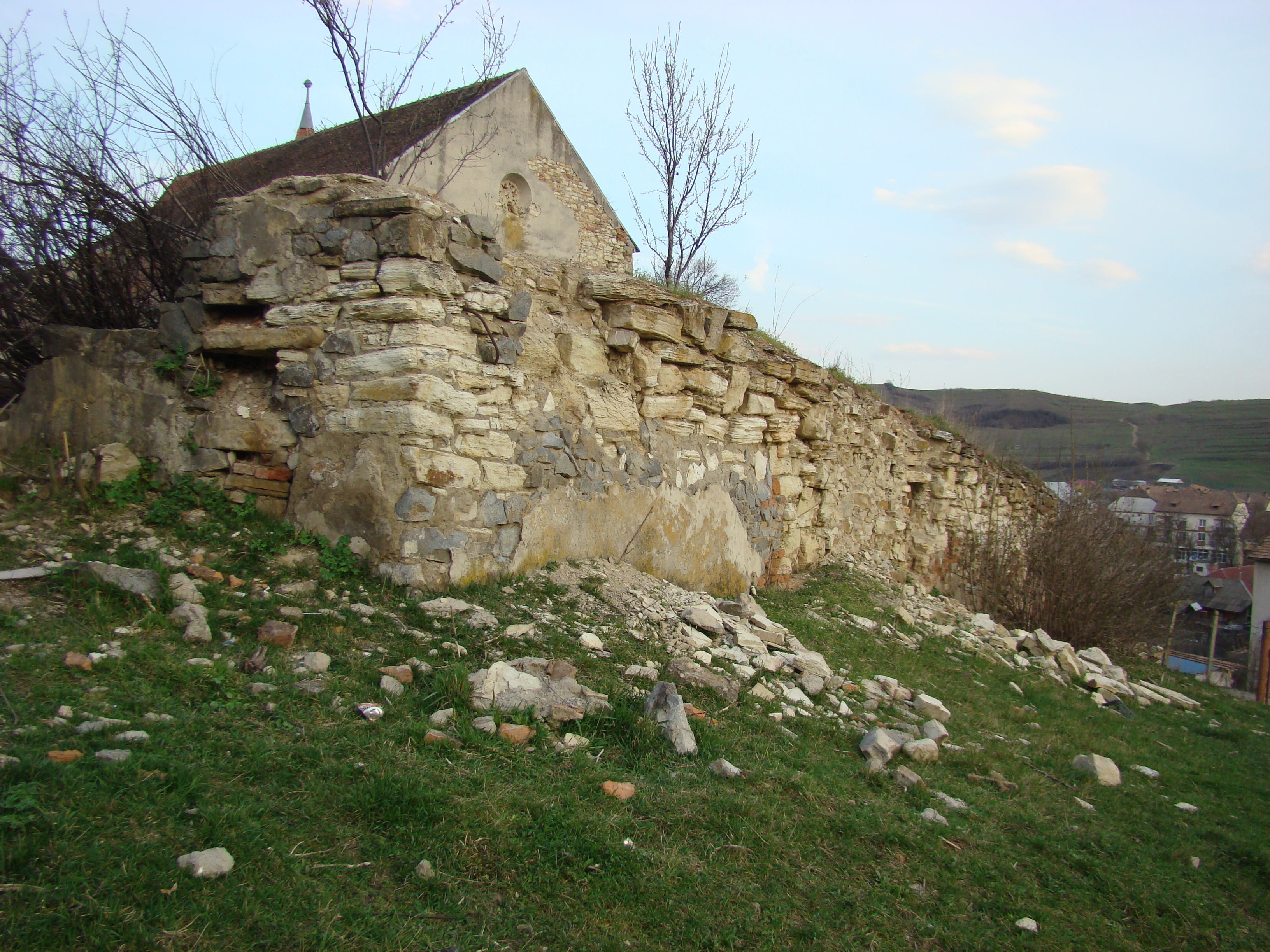
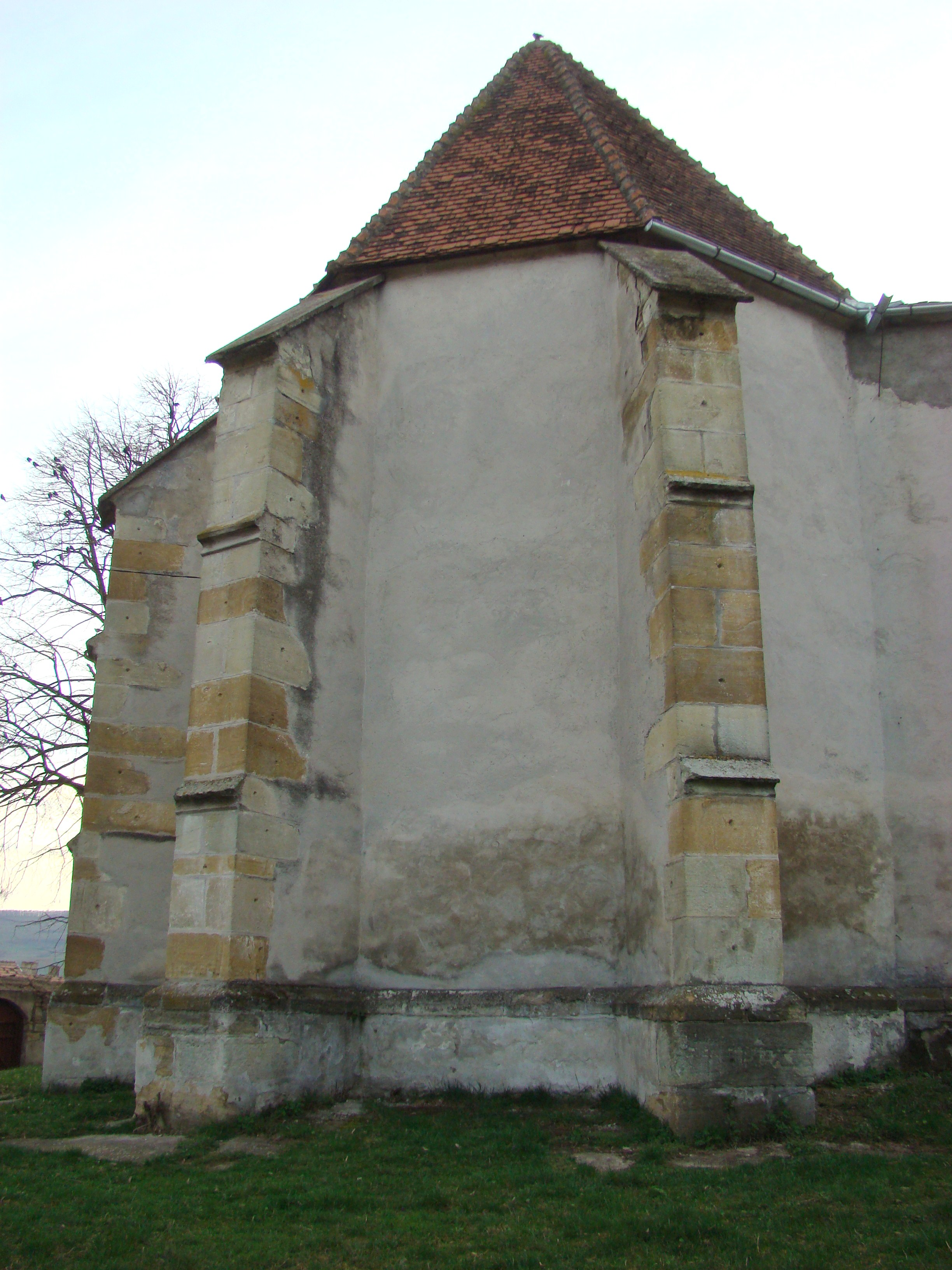
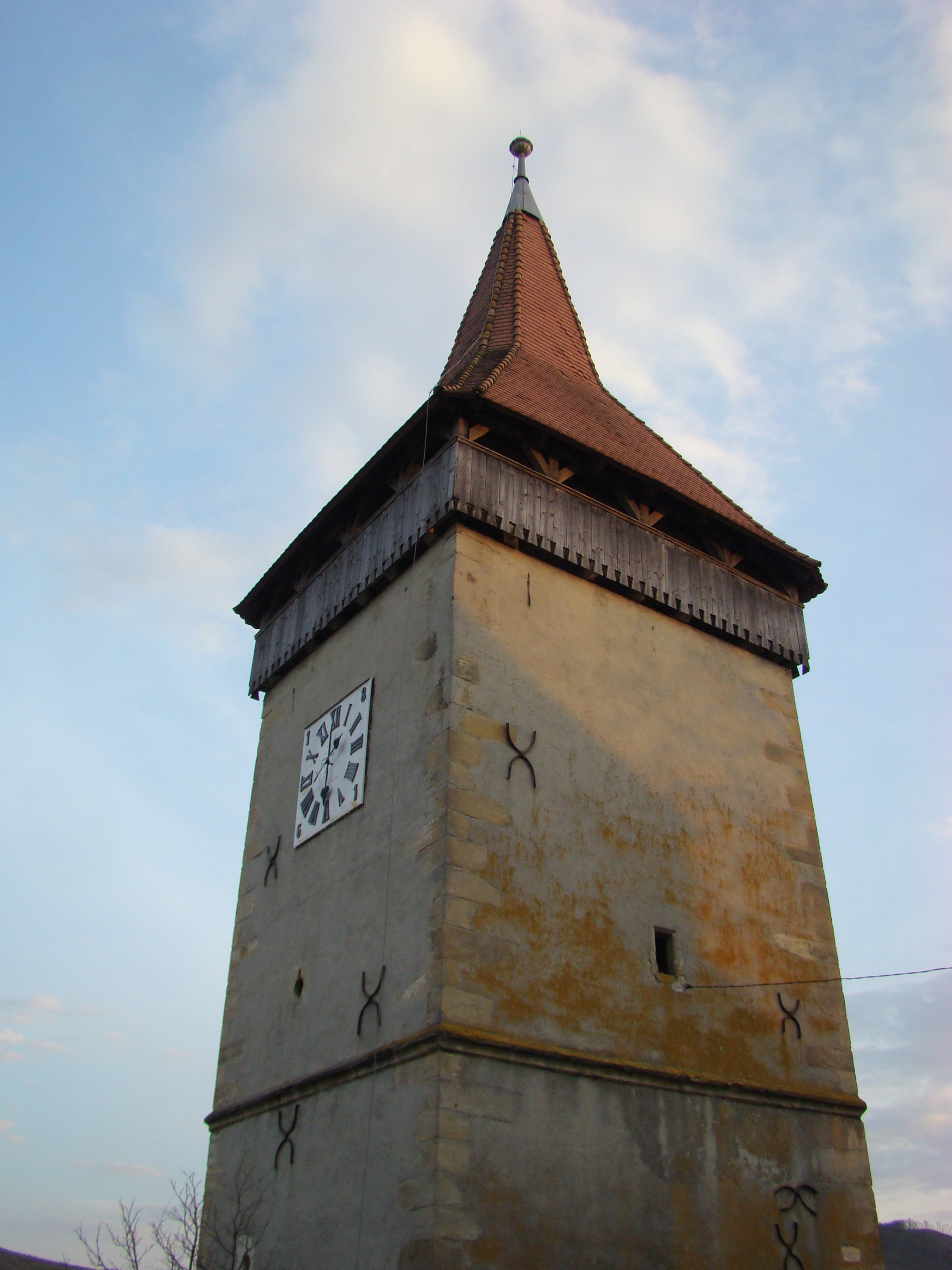
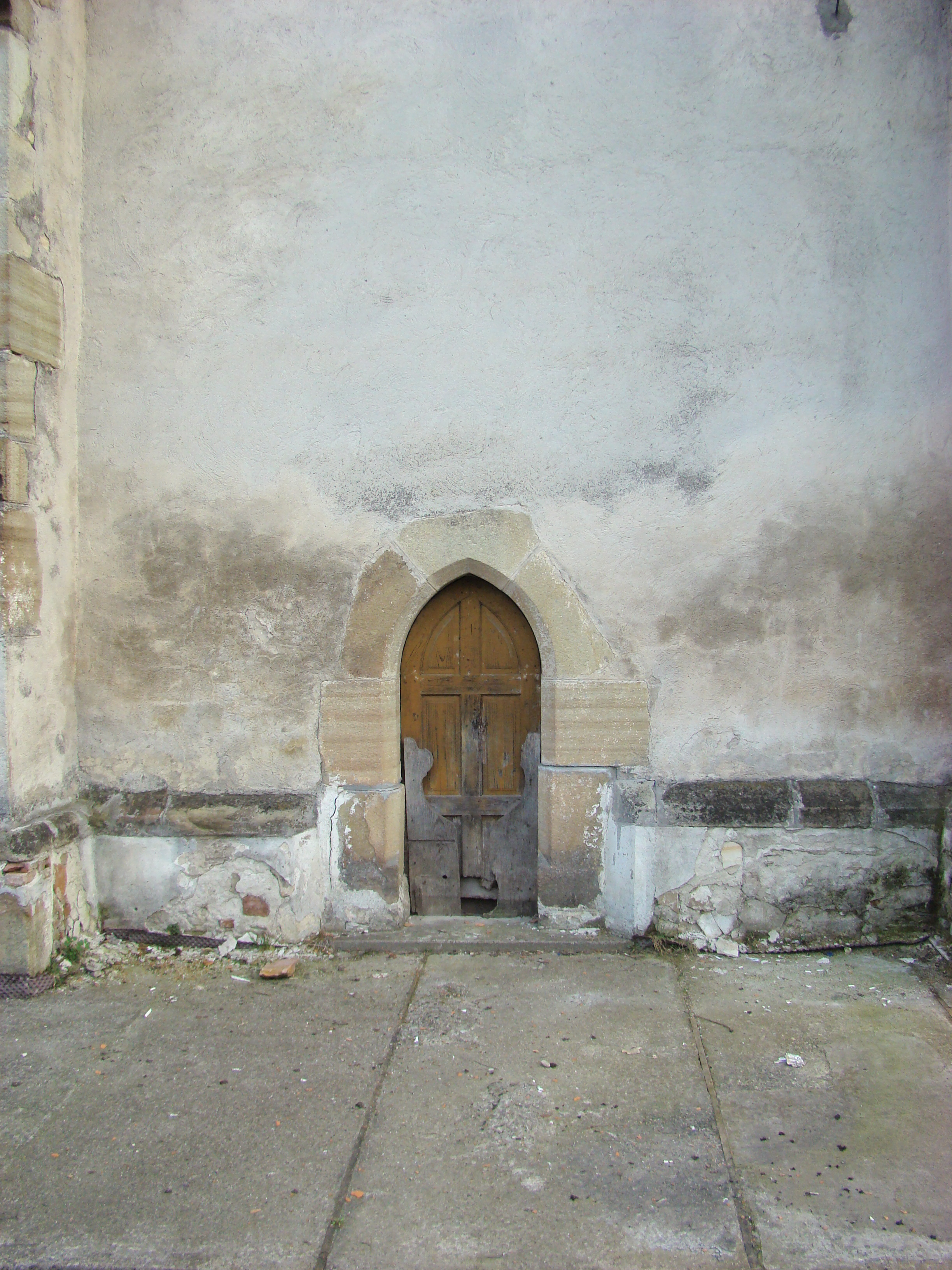
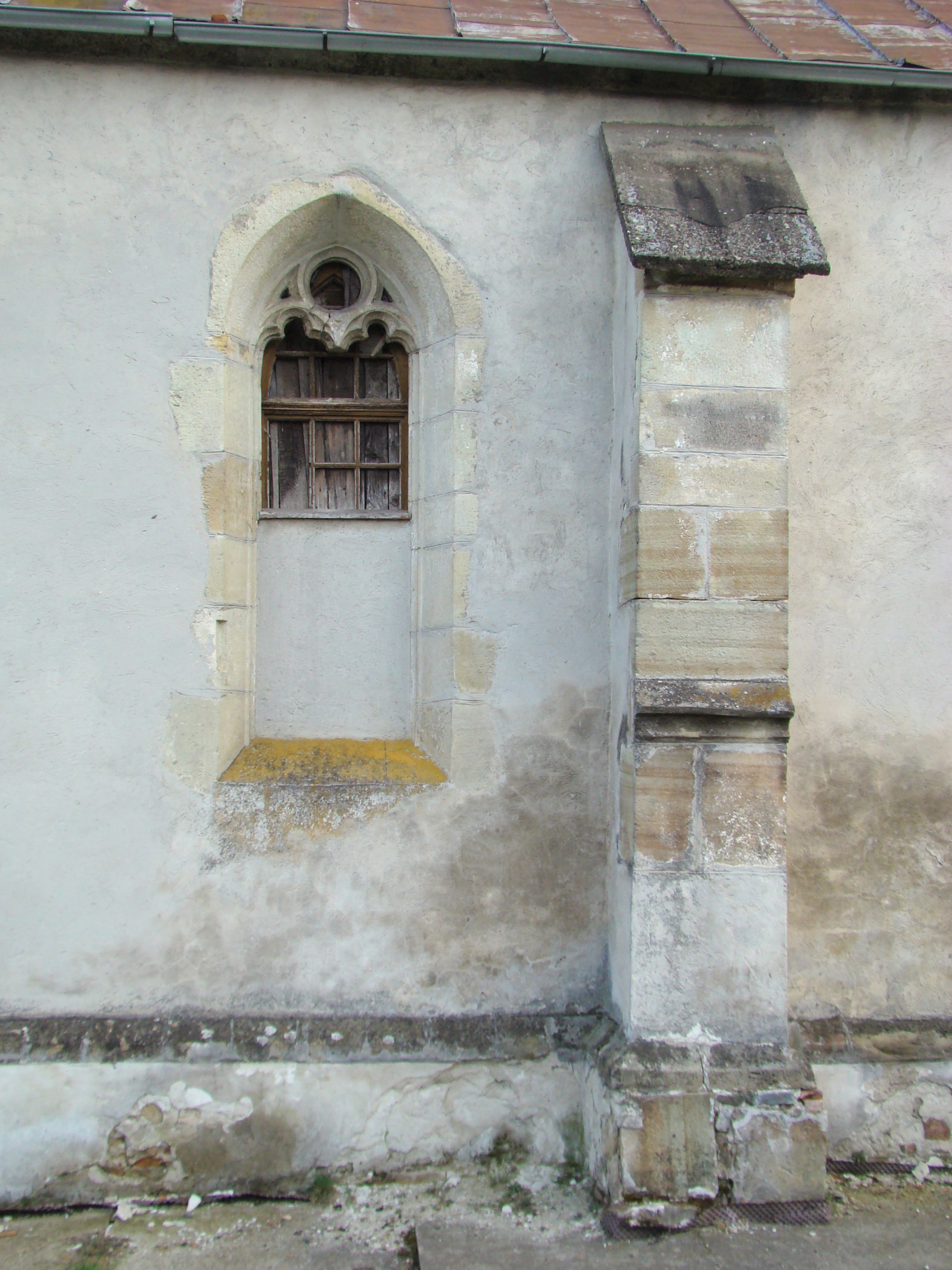
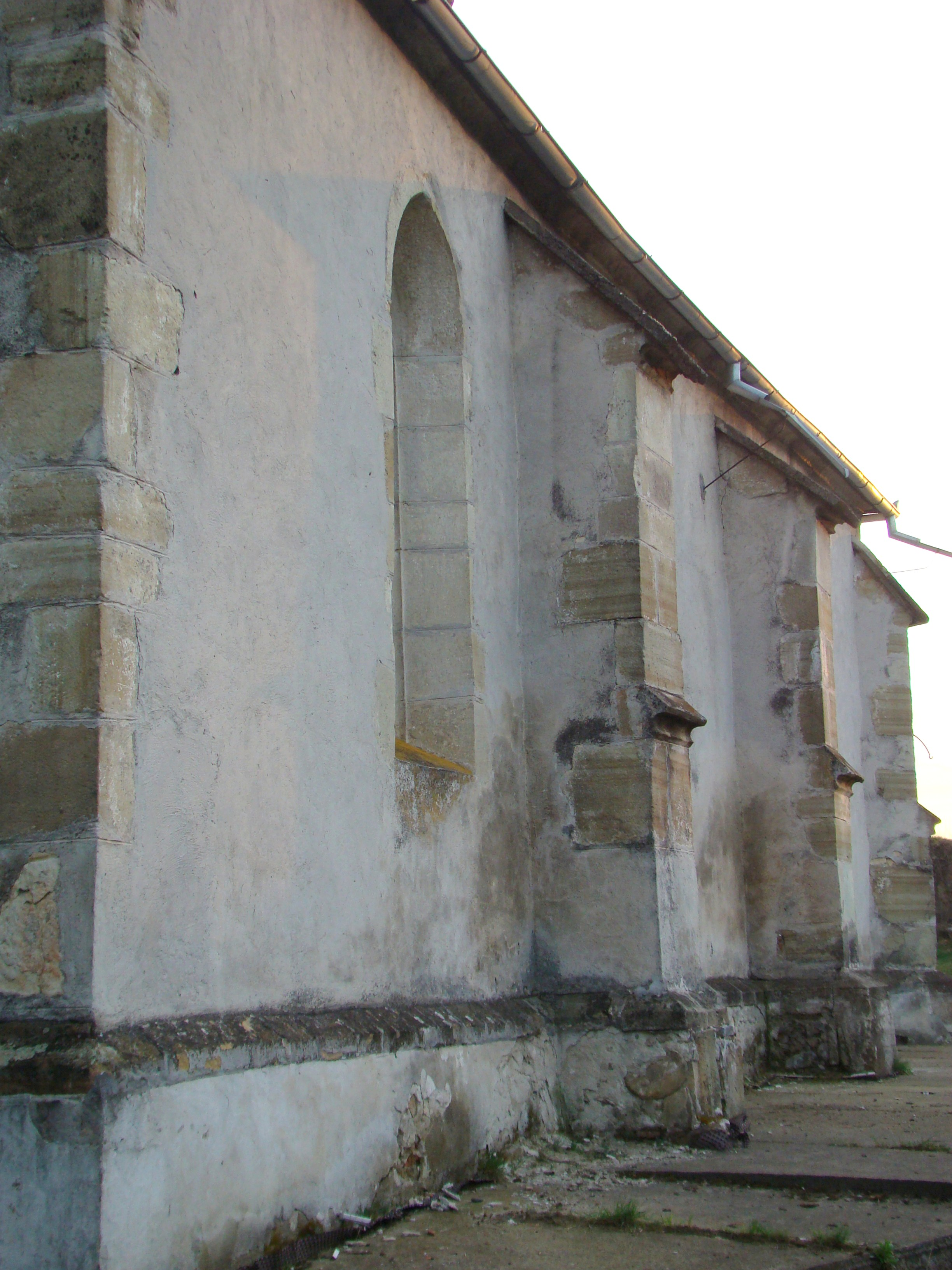
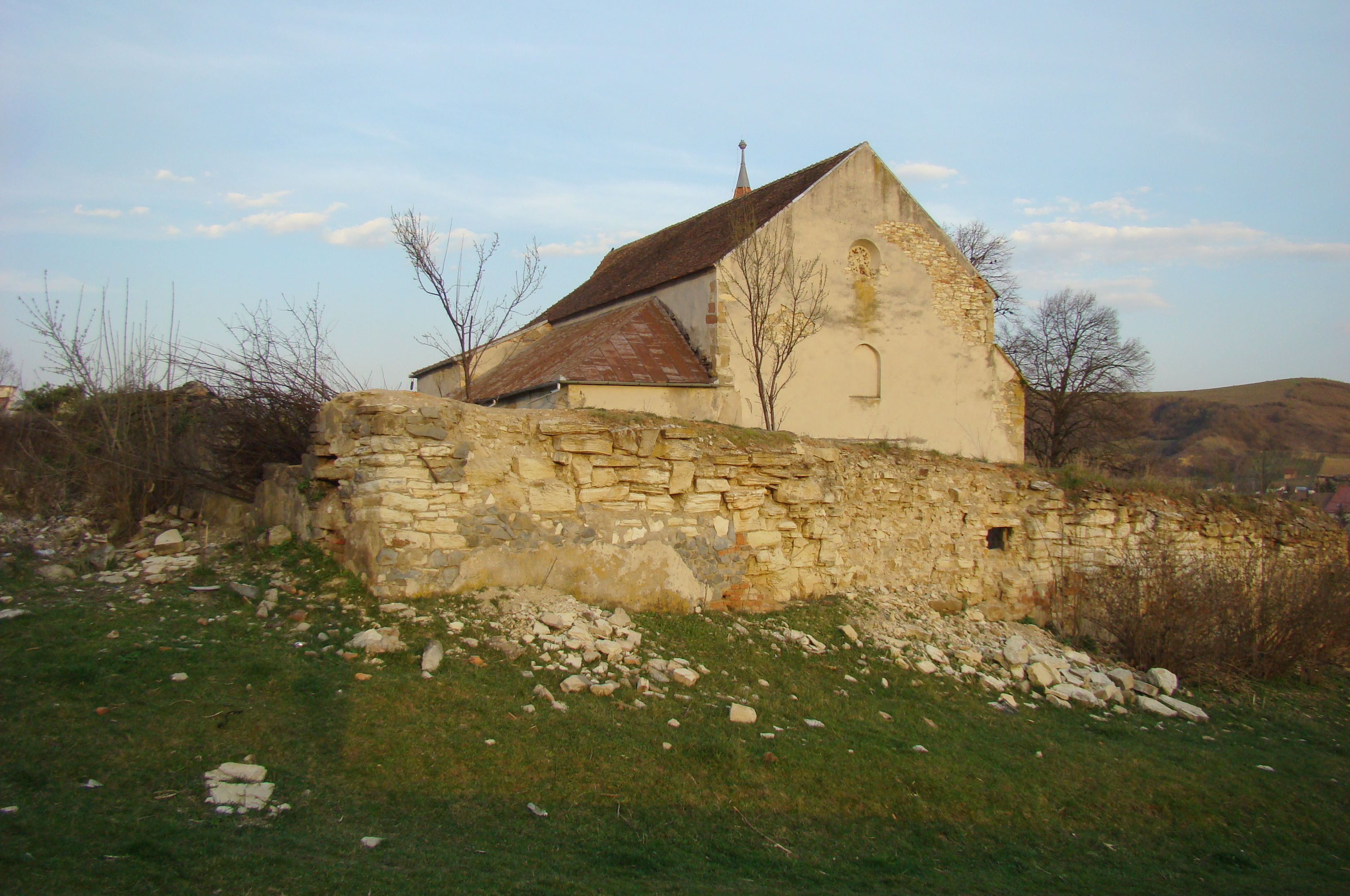
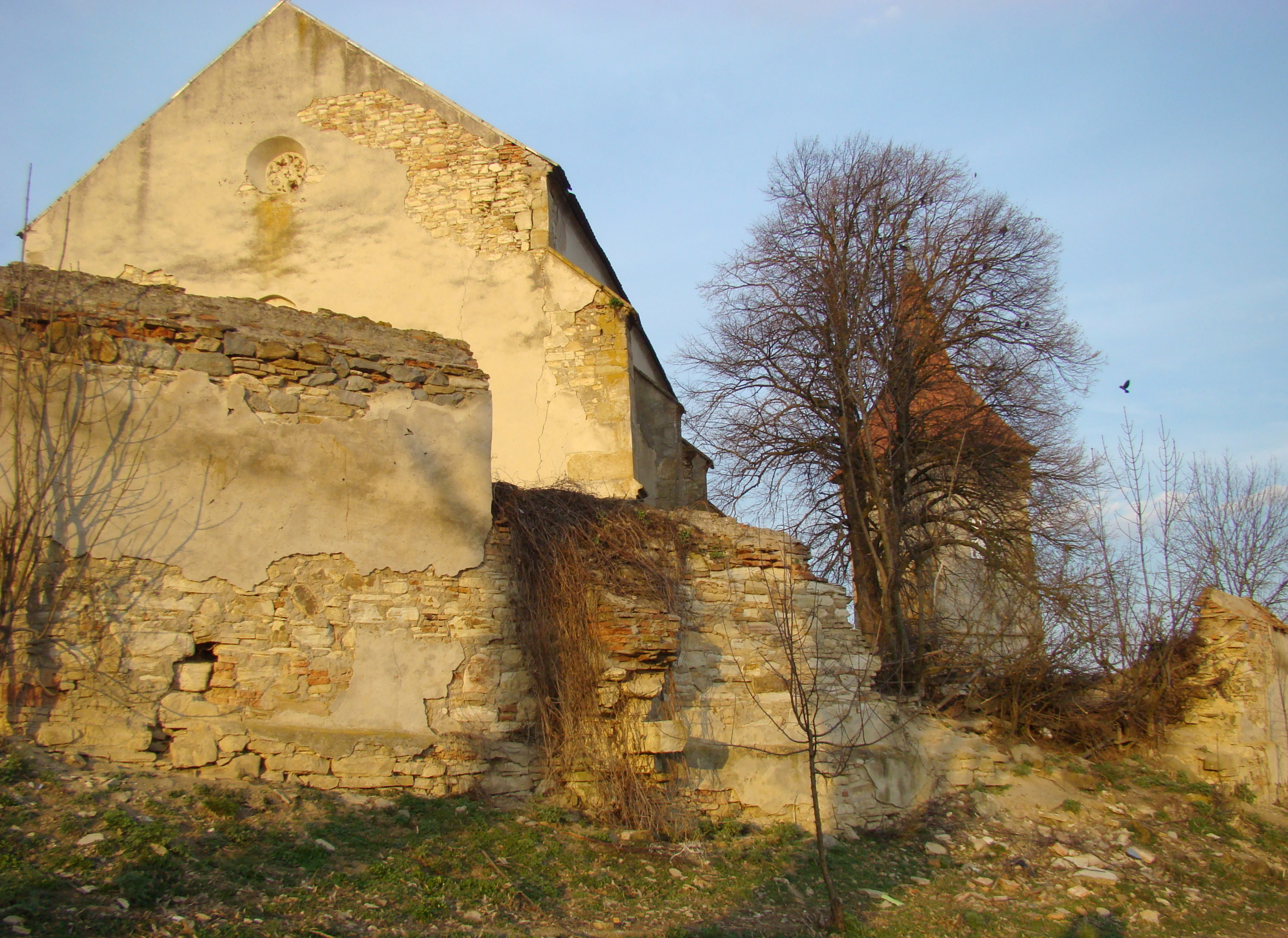
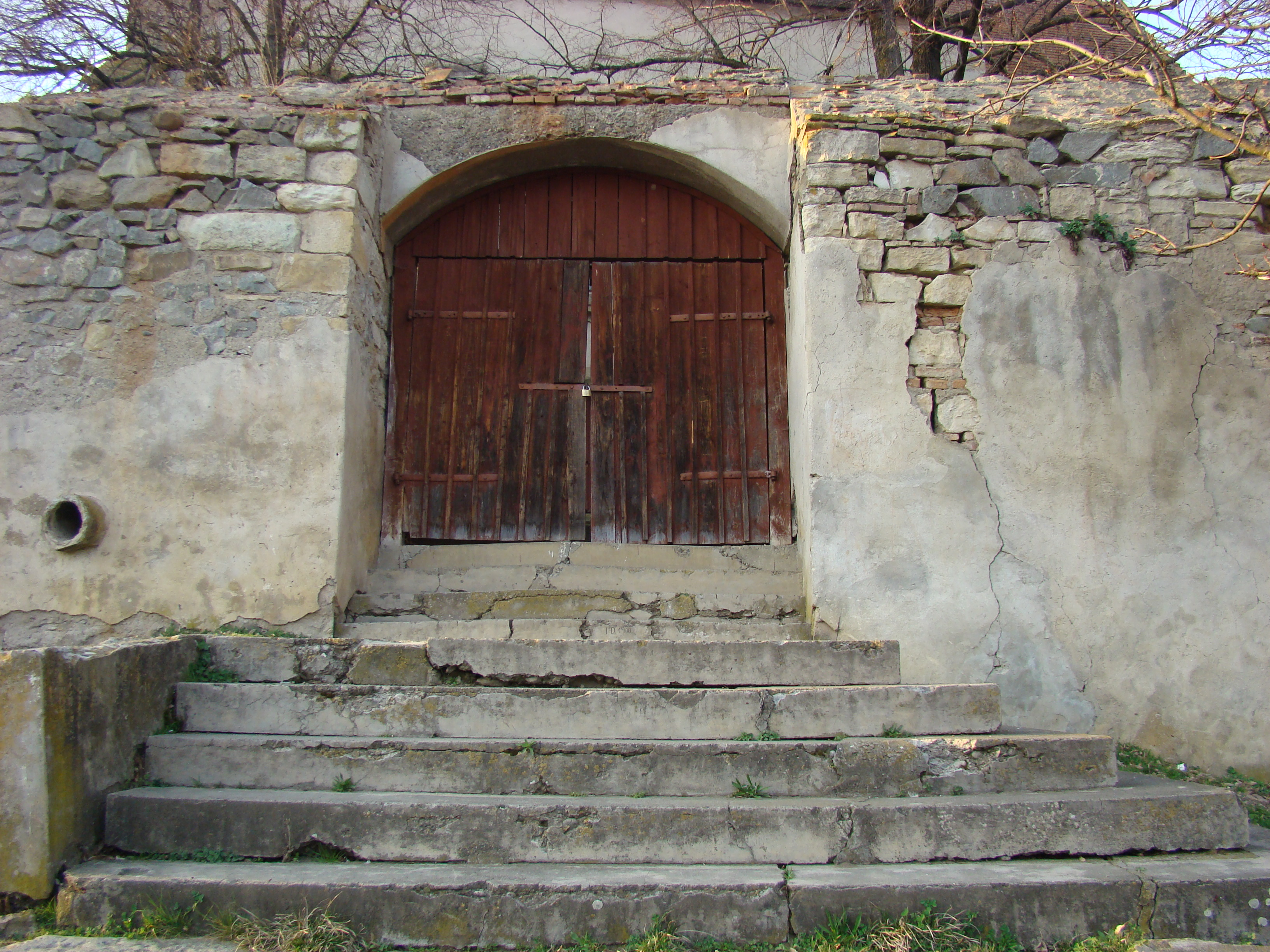
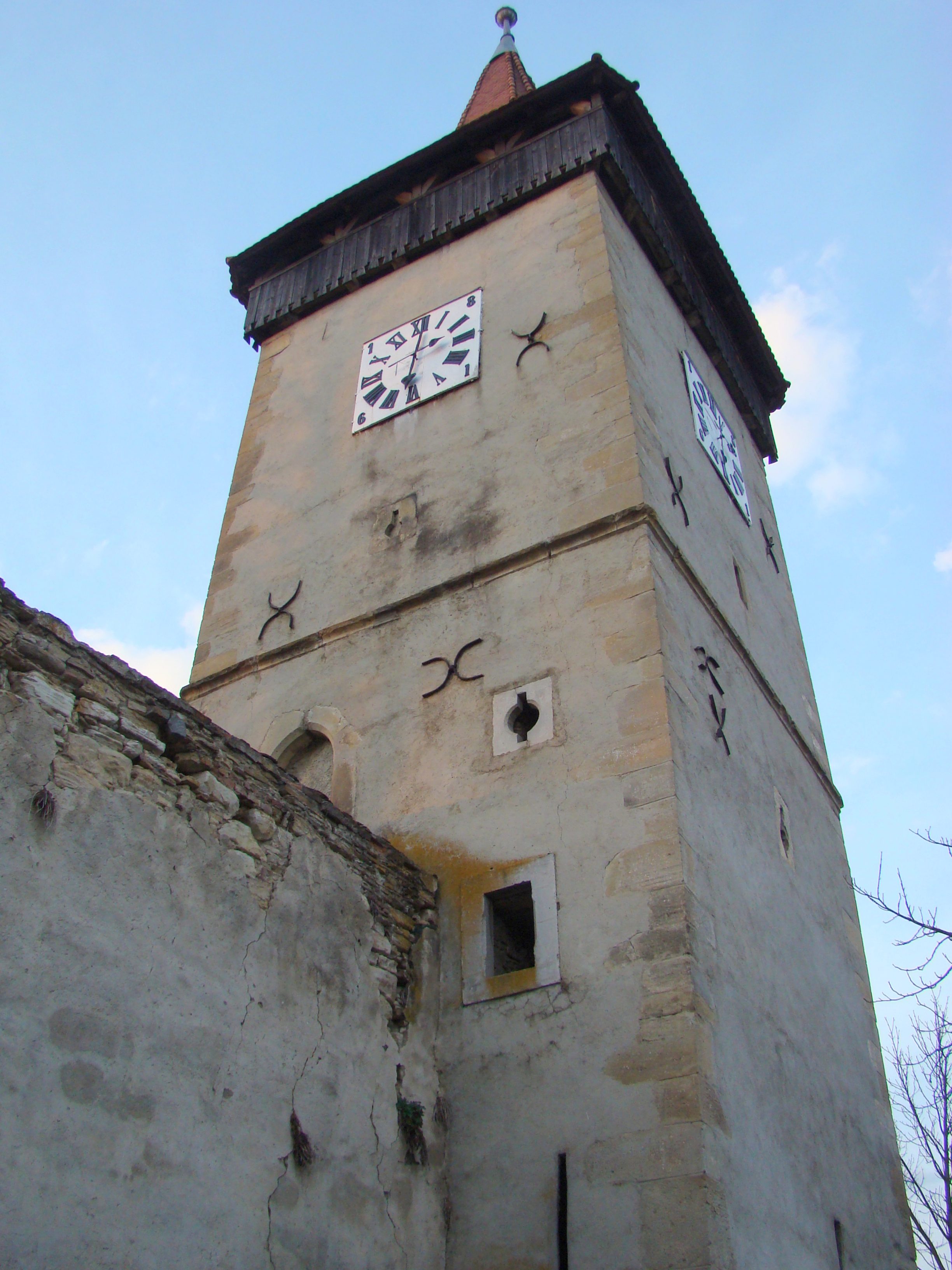
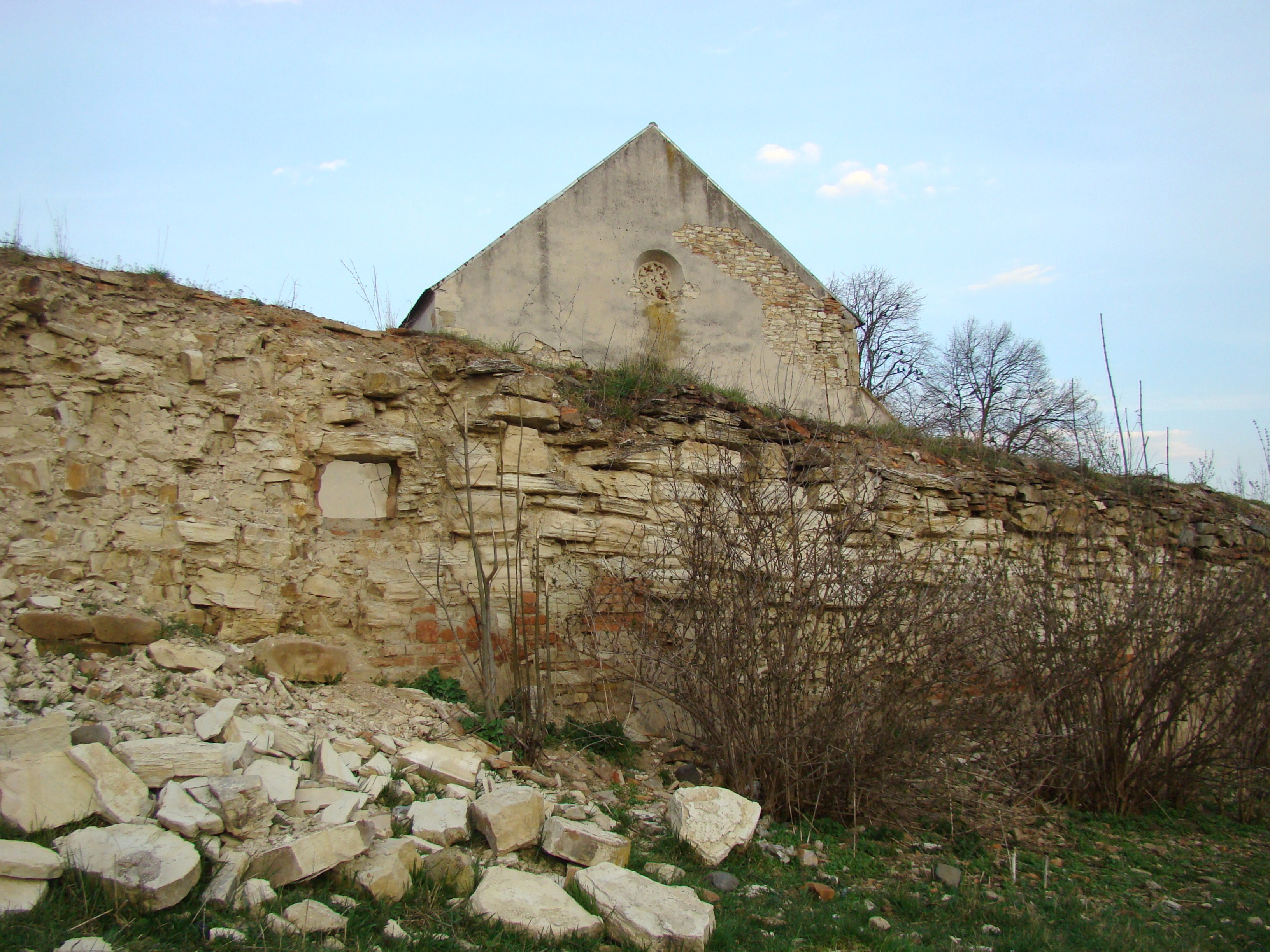
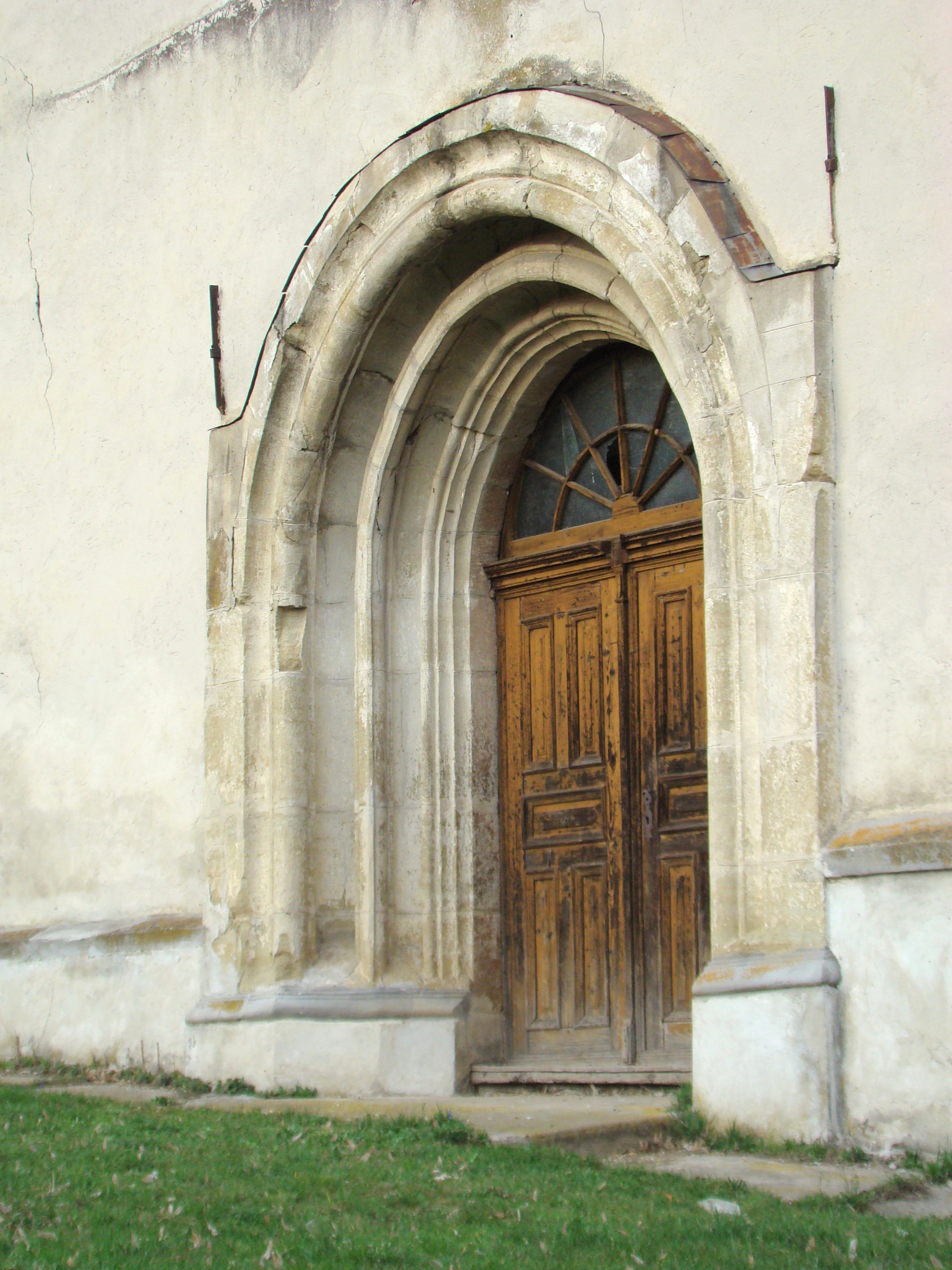
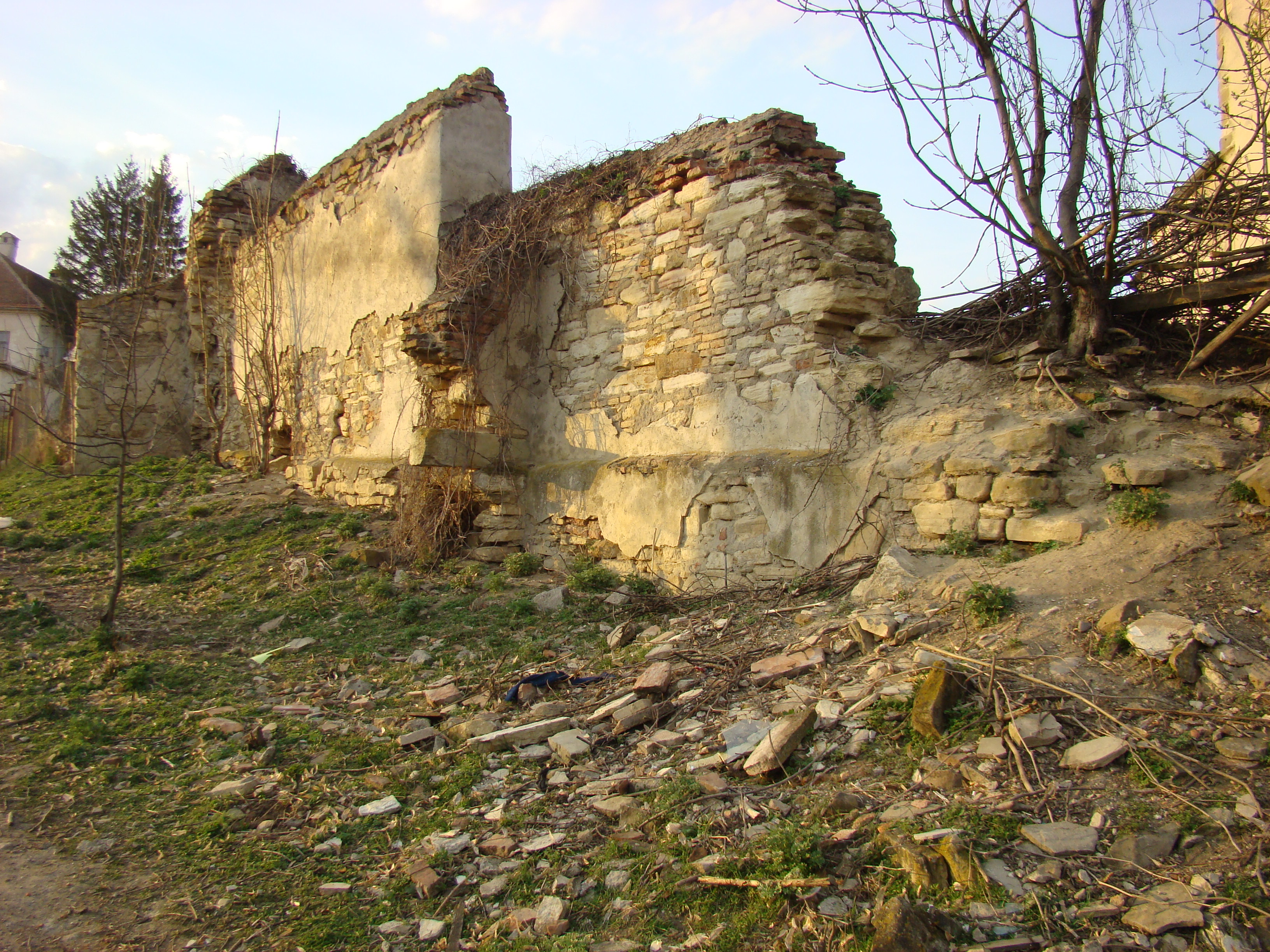
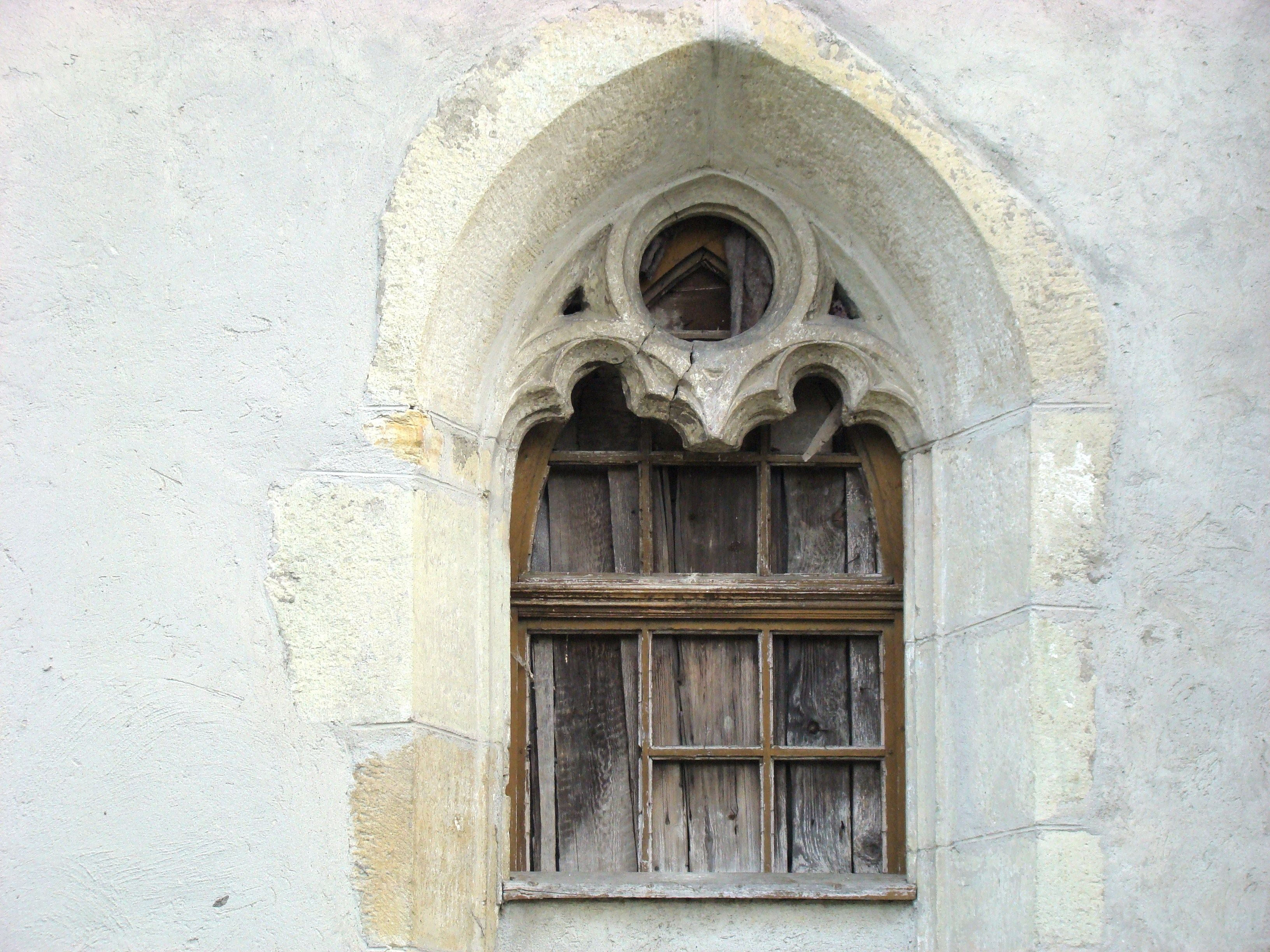
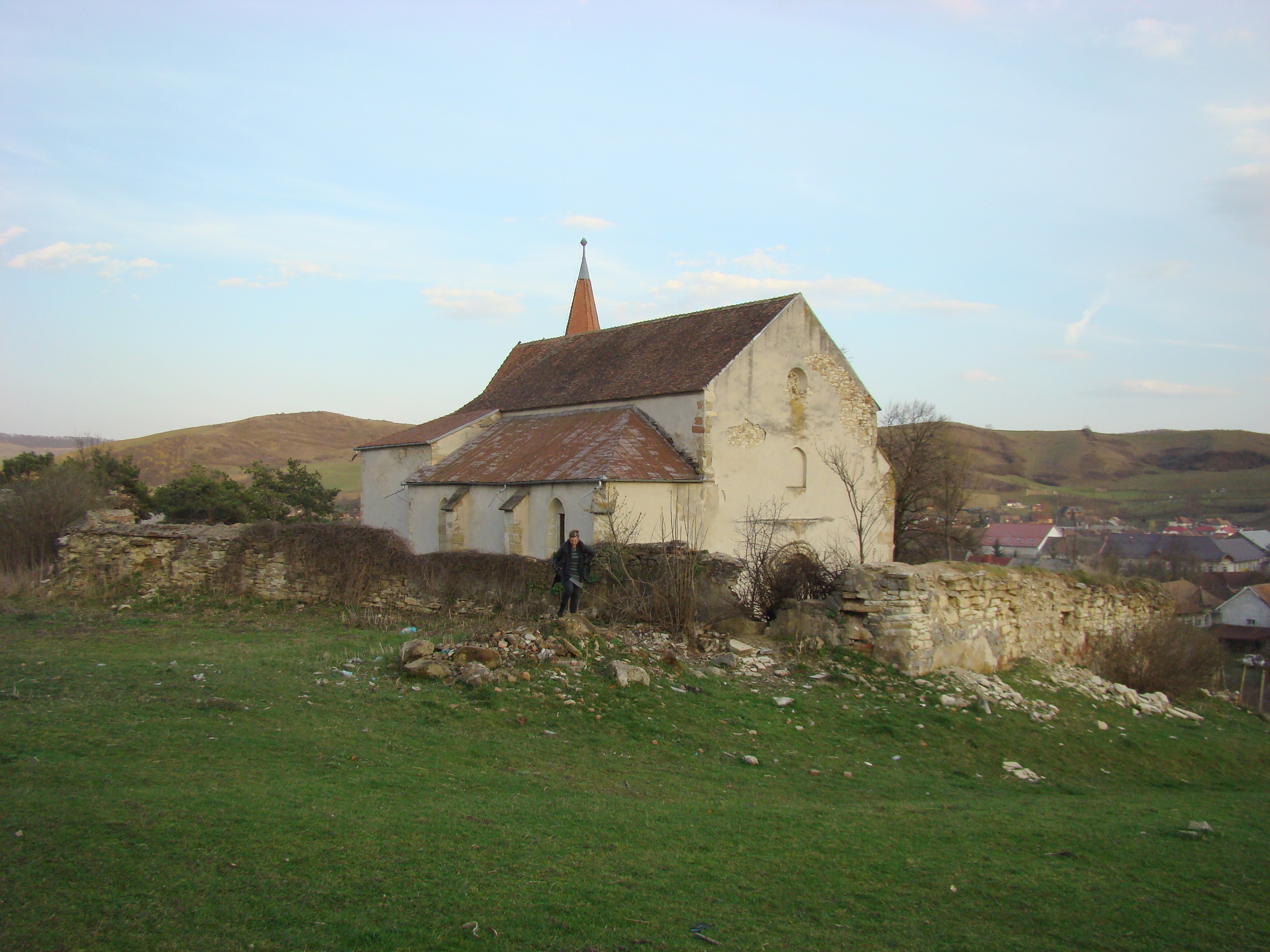
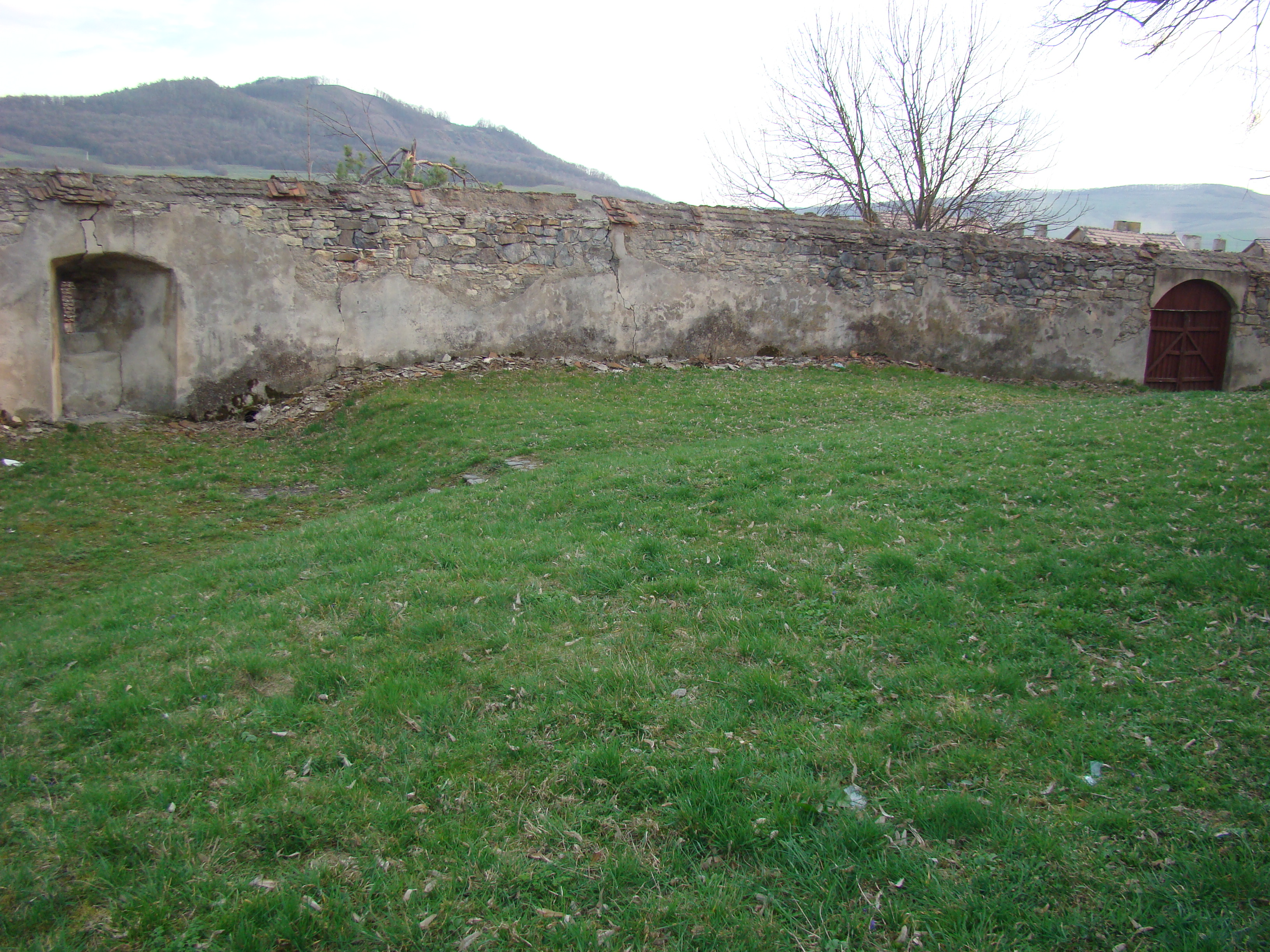
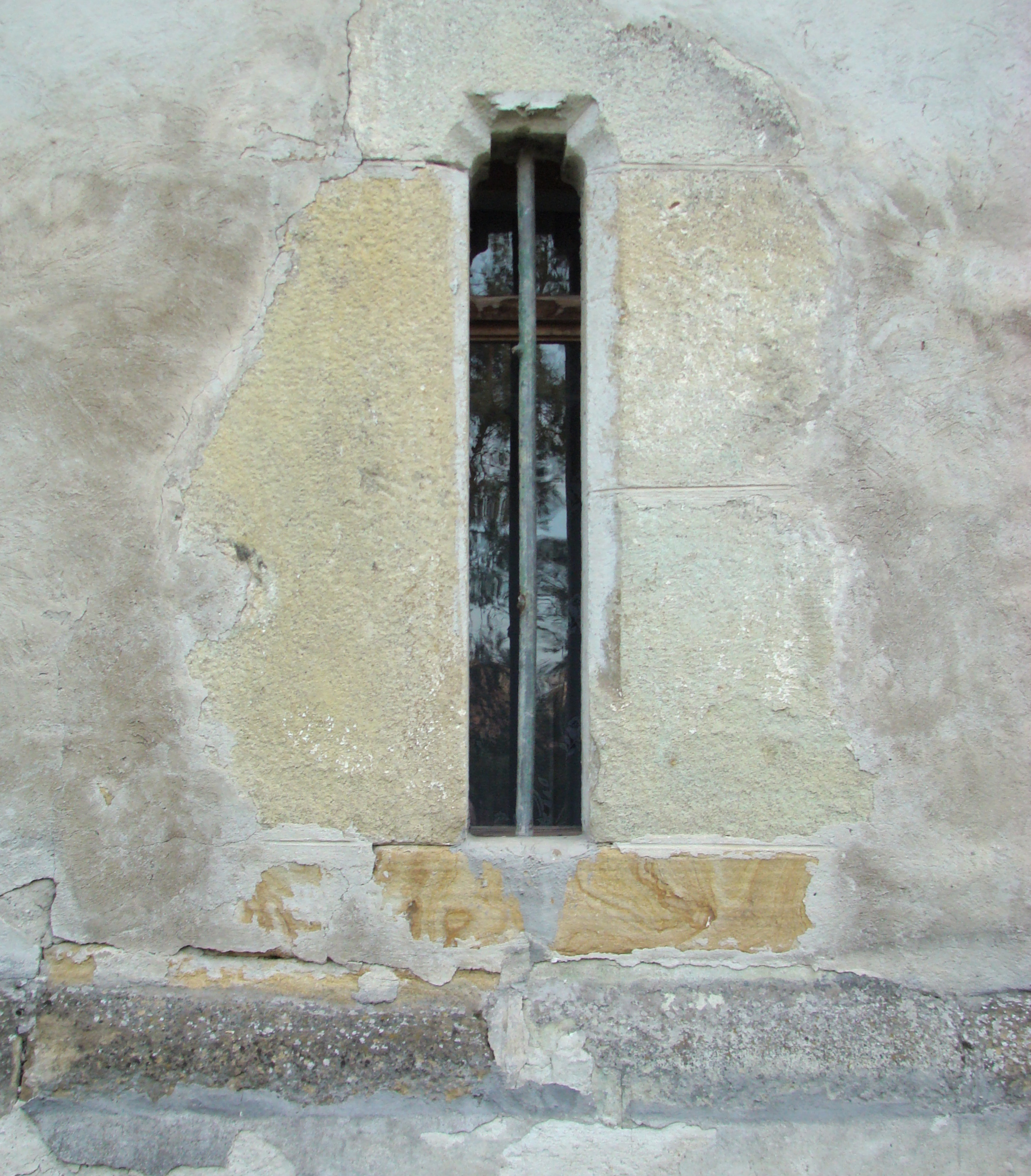
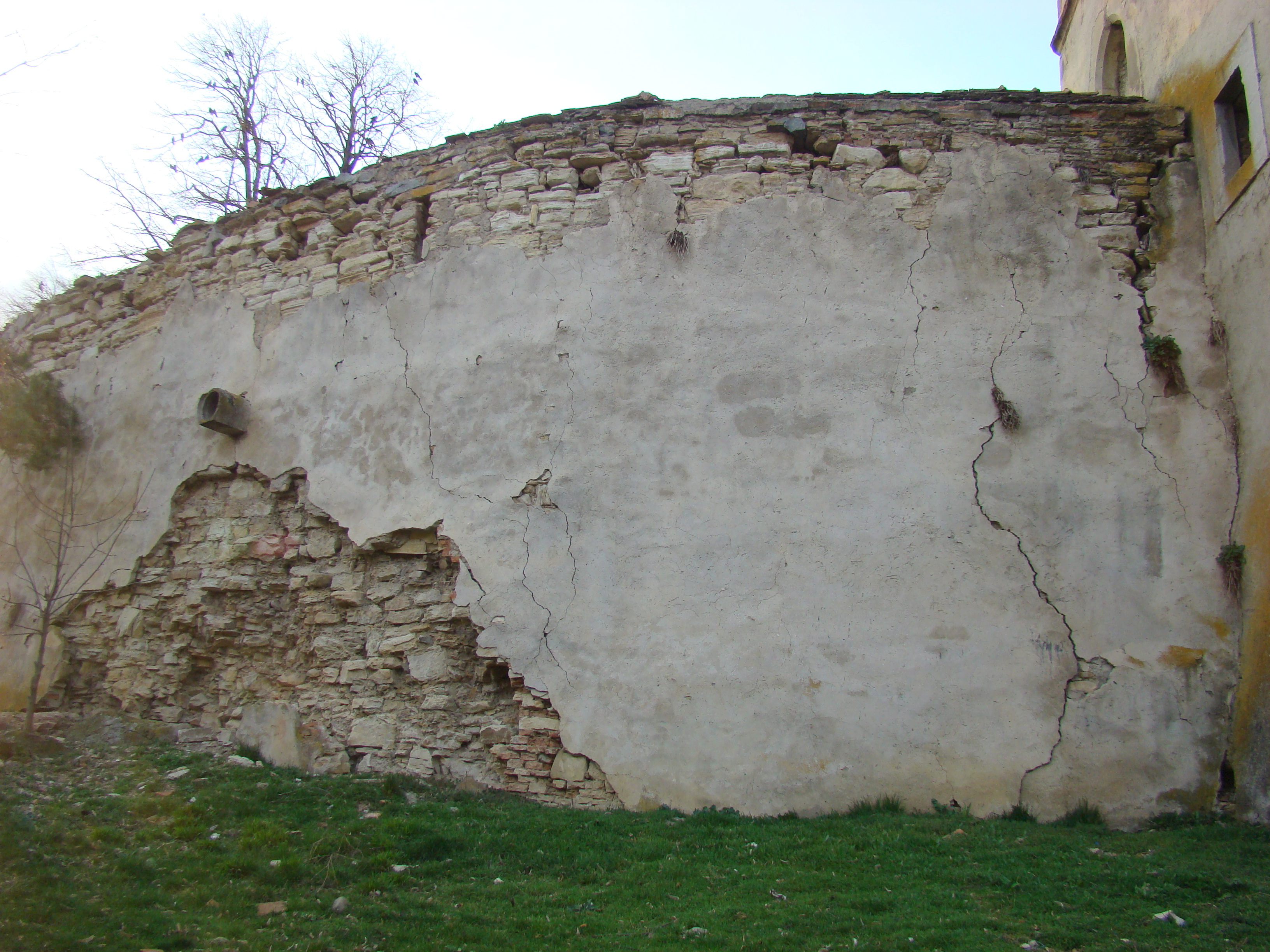
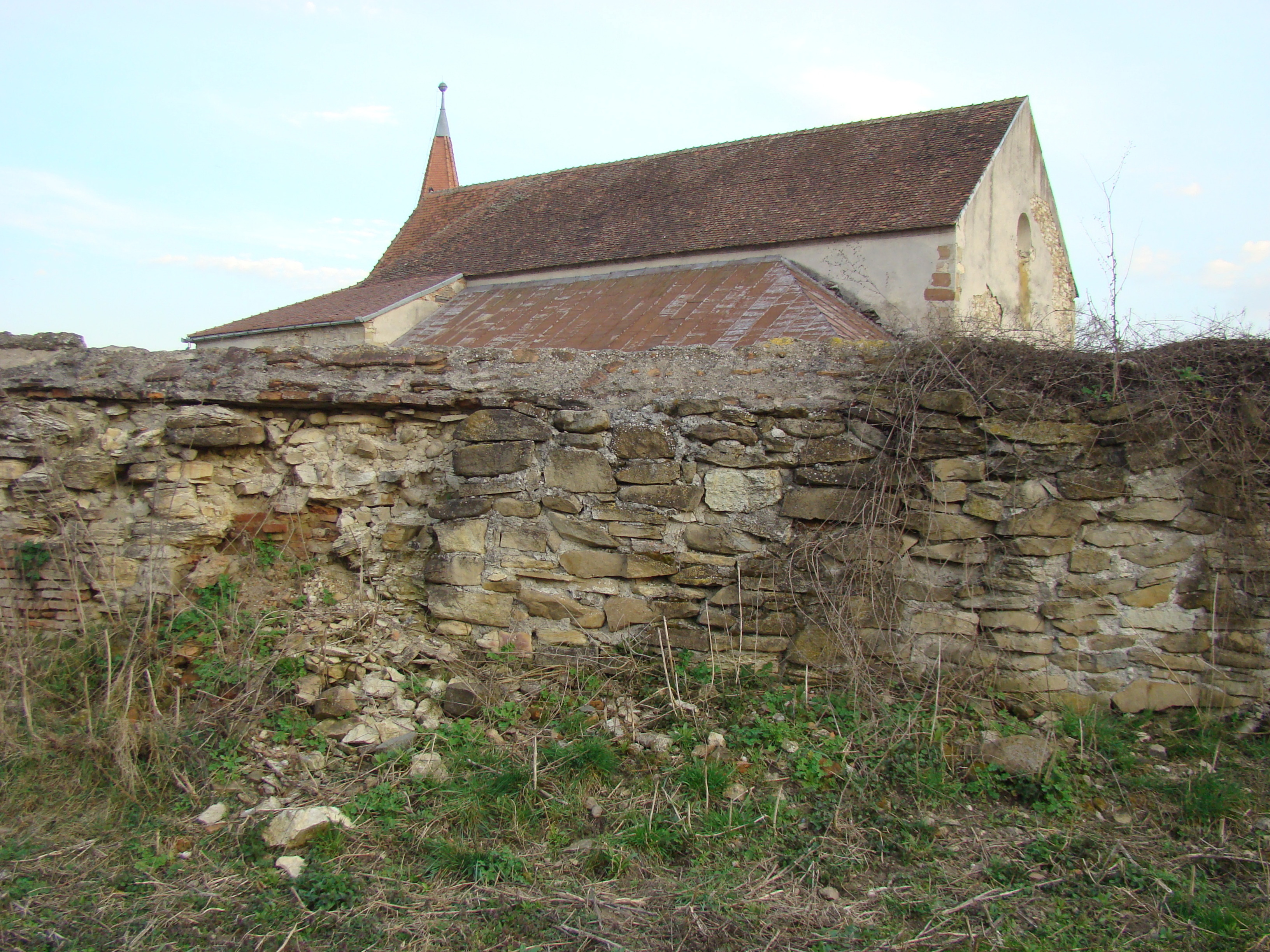